# Campionati europei di beach volley 2025
I Campionati europei di beach volley 2025 si sono svolti dal 30 luglio al 3 agosto 2025 a Düsseldorf, in Germania

## Podi

### Uomini
| Evento                     | Oro                                 | Argento                            | Bronzo                                            |
| Torneo maschile (dettagli) | Norvegia Anders Mol Christian Sørum | Svezia David Åhman Jonatan Hellvig | Paesi Bassi Alexander Brouwer Steven van de Velde |

### Donne
| Evento                      | Oro                                     | Argento                                 | Bronzo                                |
| Torneo femminile (dettagli) | Ucraina Tetiana Lazarenko Maryna Hladun | Francia Clémence Vieira Aline Chamereau | Germania Svenja Müller Cinja Tillmann |

## Medagliere
| Posiz. | Nazione     | Oro | Argento | Bronzo | Totale |
| ------ | ----------- | --- | ------- | ------ | ------ |
| 1      | Norvegia    | 1   | 0       | 0      | 1      |
| 1      | Ucraina     | 1   | 0       | 0      | 1      |
| 3      | Francia     | 0   | 1       | 0      | 1      |
| 3      | Svezia      | 0   | 1       | 0      | 1      |
| 5      | Germania    | 0   | 0       | 1      | 1      |
| 5      | Paesi Bassi | 0   | 0       | 1      | 1      |
| Totale | Totale      | 2   | 2       | 2      | 6      |